# 上海自来水科技馆
上海自来水科技馆是位於中華人民共和國上海市楊浦區楊樹浦水廠的一個关于上海自来水以及上海供水歷史的展館，总面积超1000平方米。展馆分為三层，分別為地下一层、地上二层，分别以“历史·源头”、“现代·科技”、“未来·规划”为主题。
2003年12月24日，上海自来水展示馆開館。2006年，上海市科学技术委员会与上海自来水市北有限公司联合投资，將上海自来水展示馆改造為上海自来水科技馆。